# Reposaari (ö i Norra Österbotten, Koillismaa, lat 65,87, long 29,05)
Reposaari är en ö i Finland. Den ligger i sjön Oijusluoma och i kommunen Kuusamo i den ekonomiska regionen  Koillismaa ekonomiska region  och landskapet Norra Österbotten, i den nordöstra delen av landet, 700 km norr om huvudstaden Helsingfors. Öns area är 0,5 hektar och dess största längd är 120 meter i nord-sydlig riktning.